# Lenguas de Nueva Bretaña occidental y Rossel
Las lenguas de Nueva Bretaña occidental y Rossel son una familia lingüística propuesta que agrupa a varias lenguas papúes que previamente se habían considerado lenguas aisladas, habladas en Nueva Bretaña como el anêm o el pele-ata y en Isla Rossel como el yélî dnye.
Estas lenguas habían sido clasificadas como lenguas papúes orientales por Stephen Wurm, pero este último grupo filogenético no parece sostenible como un todo y ha sido abandonado posteriormente por otras clasificaciones posteriores. Malcolm Ross (2005) fue el primero en definir a las lenguas de Nueva Bretaña occidental y Rossel como grupo filogenético sobre la base de ciertas similitudes en los pronombres.

## Descripción lingüística

### Pronombres
La evidencia para el grupo Nueva Bretaña occidental-Yele proviene de las formas de los pronombres personales. Cada lengua tiene dos juegos de pronombres, y ambos conjuntos muestran correspondencia en las tres lenguas. Las formas mostradas son los pronombres libres y los prefijos de sujeto para el anêm y el pele-ata, y las formas libres y posesivas para el yélî dnye. El anêm y el pele-ata distinguen entre una forma inclusiva y otra exclusiva para 'nosotros'. Además el yélî dnye tiene formas de número dual, que no se recogen a continuación:
| Anêm | Anêm     | Anêm     | Anêm     |
| ---- | -------- | -------- | -------- |
| yo   | ue, a-   | excl.    | mɯn, mɯ- |
| yo   | ue, a-   | incl.    | miŋ, –   |
| tú   | nin, nɯ- | vosotros | –, ŋɯ-   |
| él   | –, u-    | ellos    | –, i-    |
| ella | –, i-    | ellos    | –, i-    |
| Ata  | Ata       | Ata      | Ata       |
| ---- | --------- | -------- | --------- |
| yo   | eni, a-   | excl.    | neɣi, ta- |
| yo   | eni, a-   | incl.    | ŋeŋe, –   |
| tú   | nini, na- | vosotros | ŋiŋi, ŋa- |
| él   | anu, u-   | ellos    | aneʔi, i- |
| ella | ani, i-   | ellos    | aneʔi, i- |
| Yélî | Yélî   | Yélî     | Yélî     |
| ---- | ------ | -------- | -------- |
| yo   | ɳə, a  | nosotros | ɳ͡mo, ɳ͡mɨ |
| tú   | ni, N- | vosotros | n͡mo, n͡me |
| él   | –, u   | ellos    | –, ji    |